# 曹世駿
曹世駿（？—？），清代官員，山西省介休縣人。
翟儔為附貢出身。嘉慶七年（1802年）二月署任臺灣府彰化縣知縣，後卸任。嘉慶十年（1805年）前後再任。